# Szong Dzsihjo
Szong Dzsihjo (hangul: 송지효, handzsa: 宋智孝, RR: Song Ji-hyo; 1981. augusztus 15.–) dél-koreai színésznő, televíziós műsorvezetőnő, leginkább a Running Man című varietéműsorból ismert, de nevezetes filmjei közé tartozik az A Frozen Flower (2008) és a The Jackal is Coming (2012) című filmek, valamint a Csumong (Jumong) (2007) című dorama.

## Filmográfia

### Filmek
| Év   | Cím                                  | Szerep                          |
| ---- | ------------------------------------ | ------------------------------- |
| 2003 | Whispering Corridors: Wishing Stairs | Jun Dzsinszong (Yoon Jin-sung)  |
| 2004 | Some                                 | Szo Judzsin (Seo Yoo-jin)       |
| 2006 | Yoga Class                           | Han Dzsedzsun (Han Jae-Joon)    |
| 2007 | Sex Is Zero 2                        | I Gjonga (Lee Kyeong-ah )       |
| 2008 | A Frozen Flower                      | királyné                        |
| 2011 | Late Blossom                         | Kim Jona (Kim Yeon-ah )         |
| 2012 | The Jackal is Coming                 | Pong Mindzsong (Bong Min-jung ) |
| 2013 | Maritime Police Marco                | Lulu (szinkronhang)             |
| 2013 | Egy új világ                         | Sinu (Shin-woo ) (tartótiszt)   |
| 2016 | 708090                               | Tuan Jü-zsung (Duan Yu Rong)    |
| 2016 | Super Express                        |                                 |
| 2018 | What a Man Wants                     | Mijong (Mi-young)               |
| 2018 | Unstoppable                          | Csiszu (Ji-soo)                 |
| 2019 | Daughter                             | Judzsin (Yoo-jin)               |

### Televízió
| Év        | Cím                                       | Szerep                          | Csatorna |
| --------- | ----------------------------------------- | ------------------------------- | -------- |
| 2002      | Age of Innocence                          | Mindzsong (Min-jung) (16. rész) | SBS      |
| 2006      | Kung                                      | Min Hjorin (Min Hyo-rin)        | MBC      |
| 2007      | Csumong (Jumong)                          | Je Szoja (Ye So-ya)             | MBC      |
| 2010–2016 | Running Man                               | önmaga                          | SBS      |
| 2011      | Detectives in Trouble                     | Cso Mindzsu (Jo Min-joo)        | KBS2     |
| 2011      | Kjebek (Gyebaek)                          | Ungo (Eun-go)                   | MBC      |
| 2013      | Heaven's Order: The Fugitive of Joseon    | Hong Dain                       | KBS2     |
| 2014      | Emergency Couple                          | O Dzsinhi (Oh Jin-hee )         | tvN      |
| 2015      | Nemszerul ponun szonjo                    | önmaga (cameo, 1. rész)         | SBS      |
| 2015      | Ex-Girlfriend Club                        | Kim Szudzsin (Kim Su-jin)       | tvN      |
| 2016      | My Wife's Having an Affair this Week      | Csong Szujon (Jeong Su-yeon)    | JTBC     |
| 2016      | Entourage                                 | cameo                           | tvN      |
| 2017      | Drama Stage – Chief B and the Love Letter | Pang Gajong (Bang Ga-young)     | tvN      |
| 2018      | Lovely Horribly                           | O Ulszun (Oh Eul-soon)          | KBS2     |